# Ледипасвир
Ледипасвир (англ. ledipasvir, бывший GS-5885) — препарат для лечения гепатита С, разработанный компанией Gilead Sciences. После завершения III фазы клинических испытаний, 10 февраля 2014 года была подана заявка на утверждение комбинации ледипасвир + софосбувир в лечении гепатита С генотипа 1. Комбинация ледипасвир + софосбувир обладает прямым противовирусным действием, которое препятствует репликации HCV и может быть использована без пегилированного интерферона или рибавирина.
Показатели излечения для сочетания ледипасвир + софосбувир составляют от 94% до 99% у людей, инфицированных вирусом гепатита С (ВГС) генотипа 1. Некоторые данные также подтверждают эффективность при генотипах 3 и 4. Препарат принимают внутрь ежедневно в течение 8–24 недель.
Ледипасвир является ингибитором белка NS5A вируса гепатита C.
Данные, представленные на 20-й конференции по Ретровирусам и оппортунистическим инфекциям в марте 2013 года показали, что тройная схема лечения софосбувиром, ледипасвиром, и рибавирином приводит после 12 недель лечения к устойчивому вирусологическому ответу у 100 % пациентов с вирусом HCV генотипа 1, как у новых пациентов, так и у не ответивших ранее на другое лечение. Эффективность комбинации софосбувир + ледипасвир проходит испытания как вместе с рибавирином, так и без него. В феврале 2014 Gilead подала на утверждение в FDA заявку на комбинацию ледипасвир + софосбувир в таблетках, без интерферона и рибавирина.
9 сентября 2014 года Европейское Медицинское Агентство, а 10 октября 2014 года FDA одобрило комбинированный препарат, содержащий ледипасвир и софосбувир, под торговой маркой Harvoni.

## Медицинское использование
Ледипасвир чаще всего используется в сочетании с софосбувиром для лечения хронического гепатита С генотипа 1. Данный препарат был протестирован и показал эффективность в лечении пациентов, которые ранее получали другое лечение, и тех, кто лечит гепатит C впервые.

## Побочные эффекты
По данным клинических испытаний, комбинация ледипасвир + софосбувир очень хорошо переносится. Наиболее распространённые побочные эффекты это усталость и головная боль.

## Механизм действия
Ледипасвир ингибирует важный вирусный фосфопротеин NS5A, который участвует в вирусной репликации, сборке и секреции.

## Стоимость
Как и в случае с софосбувиром, стоимость Harvoni была спорной темой. Он стоит $1,125 за таблетку в США, или $63,000 для 8-недельного курса лечения, $94,500 для 12-недельного курса лечения, или $189,000 для 24-недельного курса лечения. Gilead обосновывает цену тем, что затраты на лечение гепатита C меньше, чем расходы на трансплантацию печени или лечение заболеваний печени. Gilead представила программу помощи для тех граждан США, страдающих гепатитом C, чья страховка не покрывает расходы на лечение.
В июле 2015 Gilead изменила критерии отбора пациентов для получения помощи при лечении гепатита C в Соединённых Штатах.